# Microcharon herrerai
Microcharon herrerai är en kräftdjursart som beskrevs av Jan Hendrik Stock 1977. Microcharon herrerai ingår i släktet Microcharon och familjen Microparasellidae. Inga underarter finns listade i Catalogue of Life.